# Dating Amber
Pour plus de détails, voir Fiche technique et Distribution.
Dating Amber (initialement intitulé Beards) est un film de comédie dramatique irlandais réalisé par David Freyne.
Le film met en scène deux adolescents enfermés dans l'Irlande des années 1990 qui décident de commencer une fausse relation.
Il est sorti sur Prime Video UK le 4 juin 2020 avec une sortie en salles plus tard la même année[évasif].

## Fiche technique
- Titre original : Dating Amber
- Réalisation : David Freyne
- Scénario : David Freyne
- Musique : Hugh Drumm et Stephen Rennicks
- Photographie : Ruairí O'Brien
- Montage : Joe Sawyer
- Production : John Keville et Rachael O'Kane
- Société de production : Altitude Film Entertainment, RTÉ, Wrong Men North, VOO, BE TV, Atomic 80 et Particular Crowd
- Pays :  Irlande,  France et  États-Unis
- Langue originale : anglais
- Format : couleur
- Genre : Comédie dramatique et romance
- Durée : 92 minutes
- Dates de sortie :
  - Irlande : 4 juin 2020
  - France : 19 décembre 2021

## Distribution
- Fionn O'Shea : Eddie
- Lola Petticrew : Amber
- Sharon Horgan : Hannah
- Barry Ward : Ian
- Simone Kirby : Jill
- Evan O'Connor : Jack
- Ian O'Reilly : Kev
- Emma Willis : Tracey
- Anastasia Blake : Janet
- Lauryn Canny : Sarah
- Shaun Dunne : Cian
- Adam Carolan : Geoff
- Peter Campion : Sweeney
- Arian Nik : Adam